# ماثيو كولينغز
ماثيو كولينغز (بالإنجليزية: Matthew Collings)‏ هو صحفي بريطاني، ولد في 1955.

## وصلات خارجية
- ماثيو كولينغز على موقع IMDb (الإنجليزية)
- ماثيو كولينغز على موقع ميوزك برينز (الإنجليزية)